# 플로우 (2024년 영화)
"플로우"(라트비아어: Straume, 영어: Flow)는 2024년 개봉한 판타지 모험 애니메이션 영화이다. 긴츠 질발로디스가 감독과 공동 각본을 맡았다. 인간의 목소리가 나오지 않는다. 2024년 유럽 영화상 장편 애니메이션상 수상작이다. 제97회 아카데미상 장편 애니메이션상과 국제영화상 부문에 후보로 올라 아카데미 후보에 오른 최초의 라트비아 영화가 되었다. 이어 아카데미 장편 애니메이션상을 수상하면서 아카데미상을 수상한 최초의 라트비아 영화가 되었다.

## 참고 사항
- 긴츠 질발로디스 감독의 첫 협업작이다. 질발로디스 감독은 이전까지 작품속의 전 부문을 본인이 도맡아 만드는 1인 제작 감독으로 유명했는데, 본작에서는 처음으로 각본이나 작곡 면에서 다른 사람과 함께 협업하게 되었다. 그럼에도 변함없이 주요 디자인이나 애니메이팅, 연출은 본인이 혼자서 블렌더로 제작했다고 한다.

## 관련 논문
- 유명혜·한창완, 〈애니메이션 의미 공간의 역동적 재구성에 관한 연구: 〈플로우(flow)〉를 중심으로〉, 《디지털콘텐츠학회 논문지》 26-7, 한국디지털콘텐츠학회, 2025